# トーペックス
トーペックス（torpex）は、1942年にイギリス王立兵器工廠で魚雷、爆雷用として開発された軍用爆薬の一つである。
名前の由来は魚雷爆薬（Torpedo Explosive）である。第二次世界大戦中に欧米の海軍で使用された。後にアメリカ合衆国で安定性などが改良されたHBX爆薬が作られた。　
RDX42%、TNT40%、粉末アルミニウム18%からなる。特に水中での破壊力に優れていた。比較的高価であったため、主として魚雷の弾頭等に使われた。
現代においては高性能爆薬の粒子をそれぞれプラスチックコーティングすることで爆薬としての能力を保ちつつ安全性を上げたPBX爆薬に取って代わられている。